# كاتلن شنايدر
كاتلن شنايدر هو مهندس ولاعب كرة قدم كندية كندي، ولد في 17 أكتوبر 1991.

## وصلات خارجية
- كاتلن شنايدر على موقع الاتحاد الدولي للكرلنغ (الإنجليزية)